# Richard Grilling
Richard Grilling (Lebensdaten unbekannt) war ein deutscher Fußballspieler.

## Karriere

### Vereine
Grilling gehörte als Mittelfeldspieler zunächst dem Dresdner SC an, für den er in der Saison 1904/05 in der vom Verband Mitteldeutscher Ballspiel-Vereine durchgeführten Meisterschaft Punktspiele bestritt. Die in drei Gauen ausgetragene Meisterschaft beendete er mit seiner Mannschaft als Sieger im Gau II – Ostsachsen punktgleich mit dem Mittweidaer BC, der im Entscheidungsspiel um Platz 1 am 16. April 1905 in Freiberg mit 4:2 besiegt wurde. Das am 21. April 1905 in Leipzig ausgetragene Finale gegen den Halleschen FC 1896, den Sieger aus dem Gau I – Nordwestsachsen, gewann seine Mannschaft mit 3:2. Infolgedessen nahm er mit seiner Mannschaft an der Endrunde um die Deutsche Meisterschaft teil, in der er am 28. Mai 1905 auf dem Germania-Platz, der Spielstätte des BFC Germania 1888, beim 5:3-Viertelfinalsieg über den FC Victoria Hamburg debütierte. Das sich am 4. Juni 1905 anschließende Halbfinale auf dem Leipziger Sportplatz, Spielstätte des VfB Leipzig, gegen den Berliner TuFC Union 92 wurde mit 2:5 verloren.
Die Saison 1908/09 bestritt er für den VfB Leipzig. Als Sieger aus der Abteilung A dem neben der Abteilung B unterteilten Gau I – Nordwestsachsen hervorgegangen, und das Entscheidungsspiel um Platz 1 gegen die punktgleiche SpVgg 1899 Leipzig-Lindenau mit 4:1 am 28. März 1908 für sich entschieden, verlor er zunächst das Finale um die Nordwestsächsische Meisterschaft am 4. April 1909 mit 1:2 beim FC Wacker Leipzig. Doch die am 25. April 1909 mit 4:1 gewonnene Wiederholung des Finales wurde notwendig, da seine Mannschaft durch die Abstellung der Spieler Heinrich Riso und Leopold Richter zu Länderspielen einen Nachteil ausgesetzt war. Aus Zeitgründen, der Ansetzung des Wiederholungsspiels geschuldet, blieb ihm und seiner Mannschaft die Teilnahme an der Endrunde um die Mitteldeutsche Meisterschaft verwehrt.

Grilling (3. v. r.)
und Mitspieler der Auswahlmannschaft des Verbandes Mitteldeutscher Ballspiel-Vereine,
die 1909 den Kronprinzenpokal gewannen.

### Auswahlmannschaft
Als Spieler des VfB Leipzig und der Auswahlmannschaft des Verbandes Mitteldeutscher Ballspiel-Vereine nahm er am erstmals ausgetragenen Wettbewerb um den Kronprinzenpokal teil, dem ersten deutschen Pokalwettbewerb des DFB, der von den seinerzeit existierenden Regionalverbänden ausgetragen wurde. Nachdem seine Auswahlmannschaft am 1. November 1908 und am 21. Februar 1909 im Viertel- und Halbfinale gegen die Auswahlmannschaften des Westdeutschen Spiel-Verbandes und des Baltischenr Rasen- und Wintersport-Verbandes sich mit 2:0 und 8:0 hatte durchsetzen können, erreichte sie das Finale. Das am 18. April 1909 auf dem Viktoria-Platz in Mariendorf bei Berlin gegen die Auswahlmannschaft des Verbandes Berliner Ballspielvereine ausgetragene Finale wurde mit 3:1 gewonnen.

## Erfolge
- Mitteldeutscher Meister 1905
- Nordwestsächsischer Meister 1909
- Kronprinzenpokal-Sieger 1909